# Пиковая дама (фильм, 1910)
«Пи́ковая да́ма» (1910) — немой художественный короткометражный фильм Петра Чардынина по мотивам одноимённой повести Александра Пушкина.

## В ролях
- Павел Бирюков — Герман
- Александра Гончарова — Лиза
- Антонина Пожарская — Графиня
- Андрей Громов — Томский

## Сюжет
Сюжет фильма ближе к либретто оперы Чайковского, чем к повести Пушкина.
Молодой офицер Герман (Павел Бирюков) фанатично предан карточной игре, но никогда не садится за игровой стол, боясь проиграть. Желая подшутить над ним, Томский (Андрей Громов) рассказывает ему старую байку о старухе-графине (Антонина Пожарская), знающей тайну трёх карт, которые всегда магически выигрывают.
На одном из балов Герман знакомится с Лизой (Александра Гончарова), племянницей графини, и очаровывает её. Девушка даёт ему ключ от дома своей тётки. Ночью Герман проникает в дом графини, но не для того, чтобы увидеться с Лизой, а чтобы выпытать у графини тайну трёх карт. Графиня отказывается отвечать. Угрожая, Герман направляет на неё пистолет и старуха умирает от разрыва сердца.
Ночью, сходящему с ума Герману, мерещится, что к нему явился призрак графини и назвал три выигрышные карты — тройка, семёрка и туз. Вне себя от счастья и окончательно спятив, Герман идёт на встречу с Лизой, которая всё ещё надеется, что он любит её. Но Герман не может говорить ни о чём, кроме карт. В отчаянии, Лиза бросается в канал.
Вечером в игровом доме Герман ставит на кон всё своё состояние. Он выигрывает на тройке и семёрке. Выигрывает и туз, однако когда Герман открывает свою карту, вместо туза он видит пиковую даму. Ему снова является призрак графини. Впав в умопомрачение, Герман закалывается.

## История
- Фильм вышел на экраны 30 ноября (13 декабря по новому стилю) 1910 года.
- Первая в ряду экранизаций «Пиковой дамы».
- События переданы в 8 кадрах-сценах (надписи не сохранились).
- Фильм хранится в Госфильмофонде.